# Václav Dobruský
Václav Dobruský (bulgarisch Вацлав Добруски; * 11. August 1858 in Heřmanův Městec; † 26. Dezember 1916 in Prag) war ein tschechischer Gymnasiallehrer, Archäologe und Numismatiker. Er gilt als einer der Begründer der Archäologie in Bulgarien.
Dobruský studierte Klassische Philologie an der Karls-Universität Prag. Von 1880 bis 1886 war er als Lehrer in Plowdiw tätig. Während dieser Zeit begann sein Interesse an der Archäologie Bulgariens. Von 1886 bis 1893 lehrte er Latein an der Höheren Knabenschule in Sofia. Seit 1891 lehrte er auch an der Universität Sofia. Von 1893 bis 1910 war er erster Direktor des Nationalmuseums in Sofia. Er führte Ausgrabungen in Ognyanovo (1904), Oescus (1904–1905), Glava Panega (1905), und Nicopolis ad Istrum (1906–1909) durch.
1910 kehrte er nach Prag zurück, wo er 1912 bis 1914 antike Numismatik an der Universität lehrte. Von 1914 bis zu seinem Tode leitete er die Bibliothek der Königlich böhmischen Gesellschaft der Wissenschaften.